# 川跡車站
川跡車站（日语：／ Kawato eki */?）是位於日本島根縣出雲市武志町，屬於一畑電車的鐵路車站，也是一畑電車所擁有的兩條鐵路北松江線與大社線的交會站，因此一畑電車所有列車都會在此站停車。
行駛在大社線上的列車大多會在本站折返，在大社線的列車抵達川跡車站時，北松江線上雙向的列車也會在同一時間先後抵達川跡車站，三台列車會同時停靠在川跡車站的月台上，此時需要換乘路線的旅客便可在本站換乘，然後三輛列車才陸續駛離川跡車站。
但在周末及假日每天會有往返各八班的列車直接從大社線駛入北松江線往松江宍道湖溫泉的方向，其中包括一班急行列車「出雲大社號」；但在平日就只有往返各一班列車會從大社線直通北松江線松江宍道湖溫泉方向。而自大社線駛入北松江線往電鐵出雲市車站方向則不分平假日每天會各有兩車次往返。

## 歷史
現在的北松江線雖然早在1914年即已開通出雲今市車站（現在的電鐵出雲市車站）至雲州平田車站之間的路段，但最初並未在此設立車站，而是在位於現今川跡車站東北約100公尺處設立鳶巢車站（鳶巣駅）；直到1930年開通大社線的同時，廢除鳶巢車站，並在位於兩條路線分歧點的此處設立川跡車站。

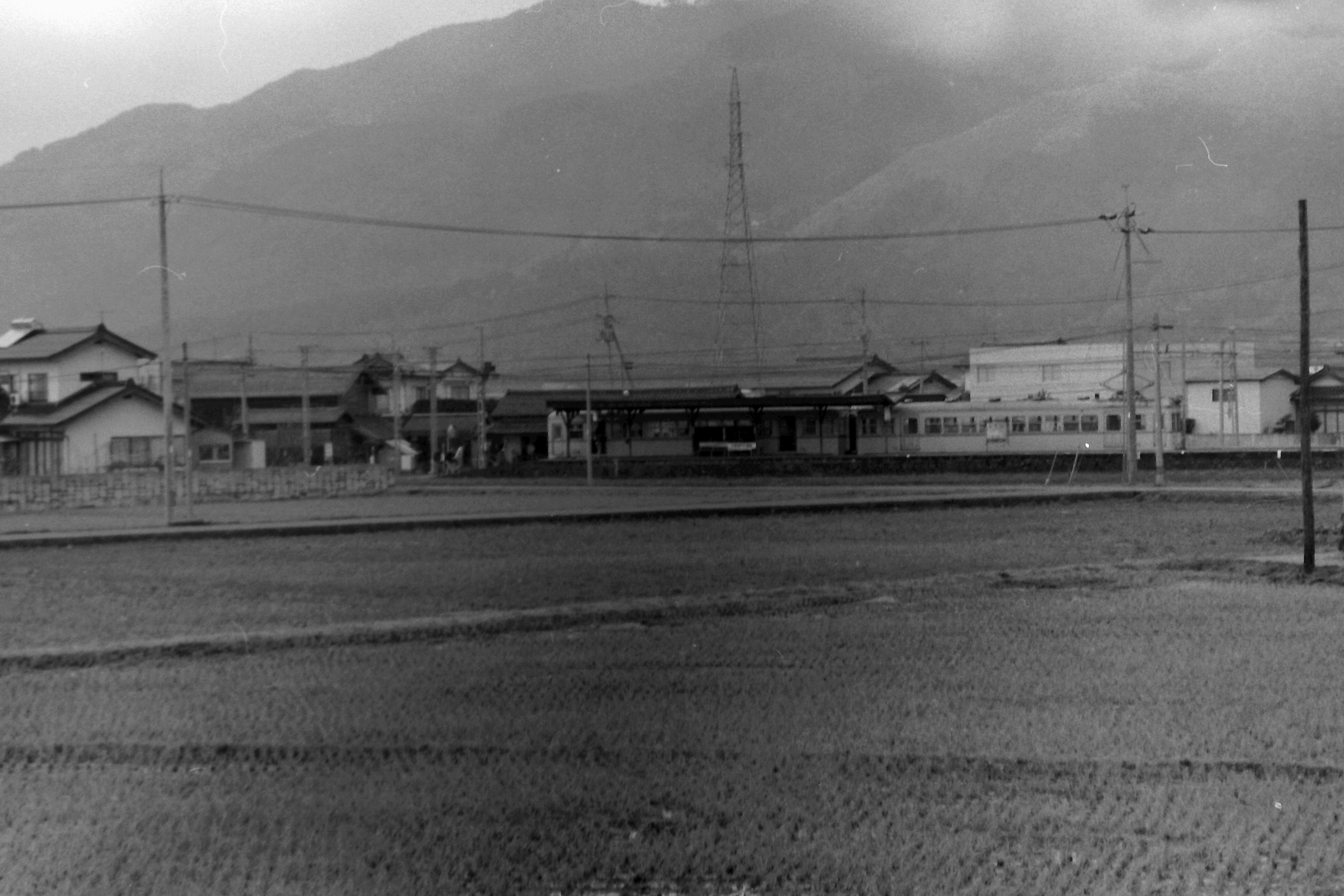
1989年的川跡車站外觀

## 車站構造
川跡車站的月台為2面4線的地面島式月台，車站站舍為木造建築，位於鐵路的西北側，在車站站舍與月台之間須經由站內平交道越過鐵路，由於有大量旅客轉乘的需求，本站為有人車站，站內平交道並沒有設置遮斷機或警報設施，而是以人工開始繩索方式讓旅客通行。
月台並未按位置順序編號，自車站方向過來的月台編號依序為4、1、2、3。
| 4 | （通常不使用） | （通常不使用）               |
| 1 | 大社線         | 出雲大社前方向               |
| 2 | 北松江線       | 電鐵出雲市方向               |
| 3 | 北松江線       | 雲州平田、松江宍道湖溫泉方向 |

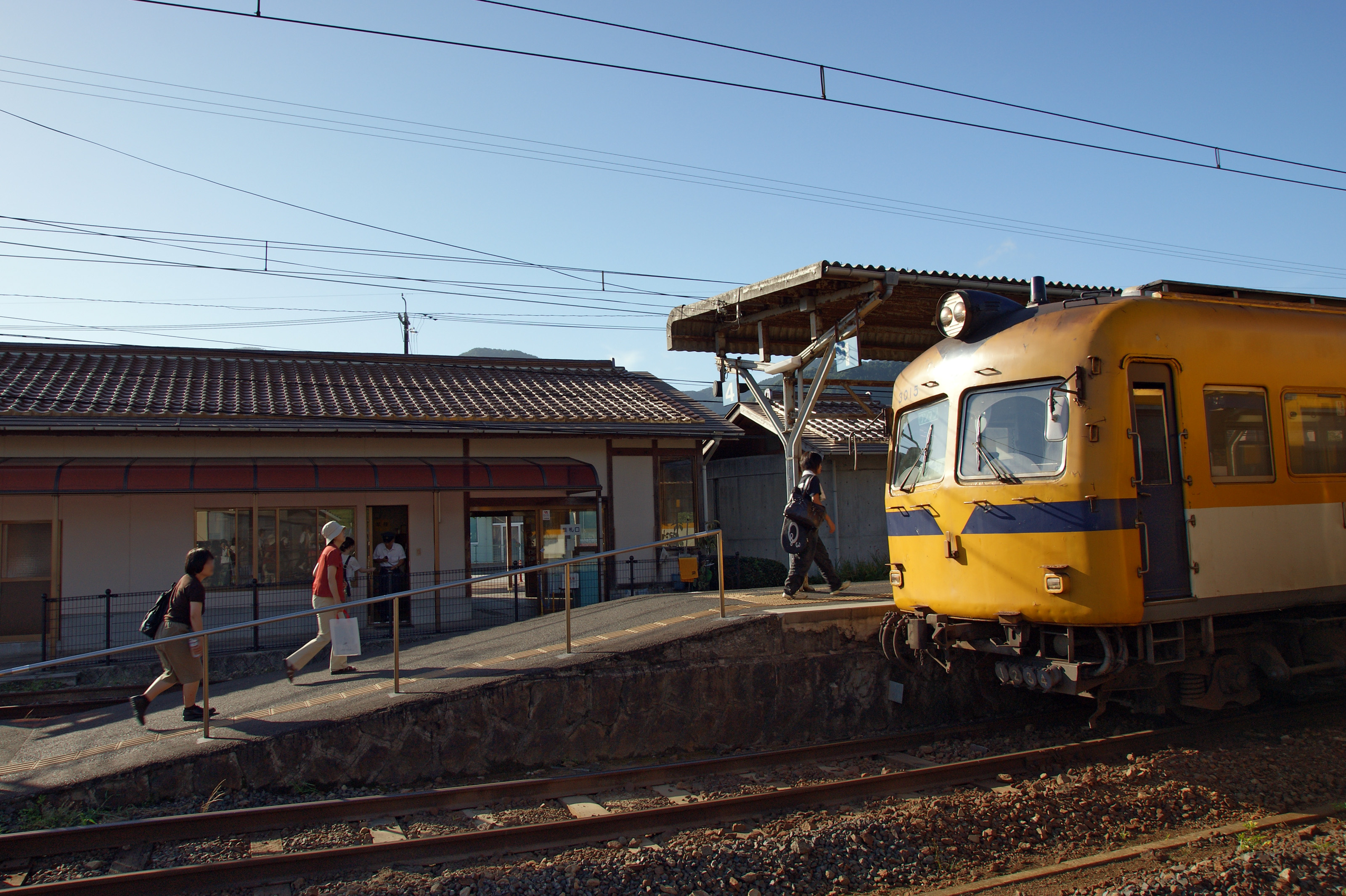
左側後方為車站站舍，右側列車停靠於1號月台
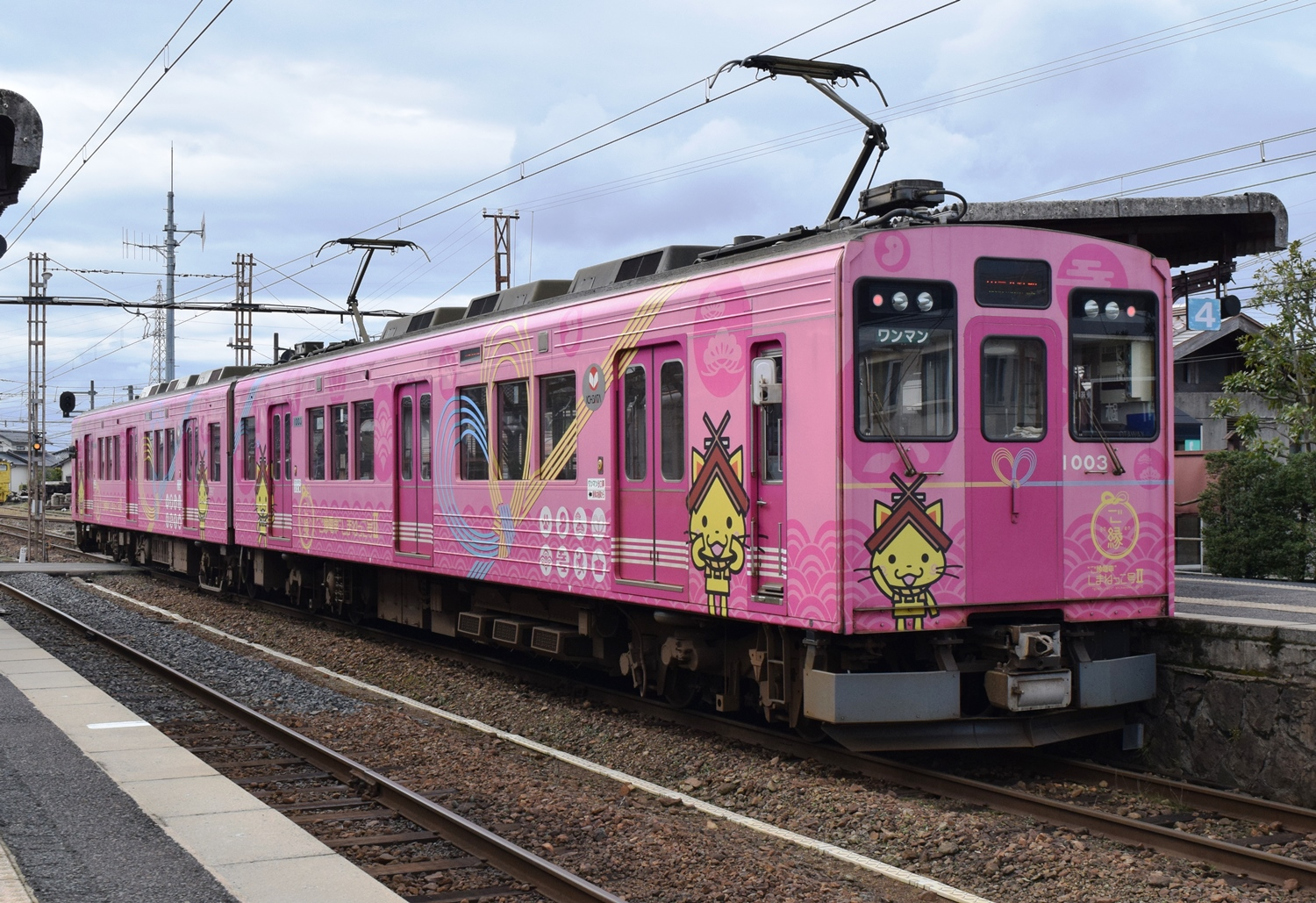
停靠於川跡車站2號月台的「結緣電車島根貓號」

## 車站周邊
車站周邊半數區域為農田，而住宅則散布在各農田之間。
- 島根縣立大學出雲校區
- 出雲北陵中學校、高等學校（日语：出雲北陵中学校・高等学校）
- 出雲市立北陽小學校
- 斐伊川（日语：斐伊川）河川敷公園

## 外部連結
- （日語） 川跡車站 （页面存档备份，存于） - 一畑電車